# Édesfűszer
Az édesfűszer (angolos írásmóddal: sweetspice) a Csillagok háborúja elképzelt univerzumának egyik fűszere.

## Leírása
Az édesfűszer, amint a neve is mutatja, igen kellemes illatú fűszer. Az illata nagyon hasonlít a toydariak által kibocsátott testszagra.

## Megjelenése a könyvekben
A „Darth Maul: Shadow Hunter” című regényben olvashatunk róla. A „The Clone Wars: Decide Your Destiny: Crisis on Coruscant” című képregényben csak megemlítik ezt a fűszert.

## Fordítás
- Ez a szócikk részben vagy egészben a Sweetspice című Wookieepedia-szócikk fordítása. Az eredeti cikk szerkesztőit annak laptörténete sorolja fel.